# Campionati canadesi di sci alpino 1968
Ai Campionati canadesi di sci alpino 1968 furono assegnati i titoli di discesa libera, slalom gigante, slalom speciale e combinata, sia maschili sia femminili.

## Risultati

### Uomini

#### Discesa libera
| Pos. | Atleta          | Nazione |
| ---- | --------------- | ------- |
| 1    | Scott Henderson | Canada  |
| 2    | ?               | ?       |
| 3    | ?               | ?       |

#### Slalom gigante
| Pos. | Atleta         | Nazione |
| ---- | -------------- | ------- |
| 1    | Keith Shepherd | Canada  |
| 2    | Rod Hebron     | Canada  |
| 3    | ?              | ?       |

#### Slalom speciale
| Pos. | Atleta          | Nazione |
| ---- | --------------- | ------- |
| 1    | Rod Hebron      | Canada  |
| 2    | Scott Henderson | Canada  |
| 3    | ?               | ?       |

#### Combinata
| Pos. | Atleta     | Nazione |
| ---- | ---------- | ------- |
| 1    | Rod Hebron | Canada  |
| 2    | ?          | ?       |
| 3    | ?          | ?       |

Classifica stilata attraverso i piazzamenti ottenuti
in slalom gigante e slalom speciale

### Donne

#### Discesa libera
| Pos. | Atleta | Nazione |
| ---- | ------ | ------- |
| 1    | ?      | ?       |
| 2    | ?      | ?       |
| 3    | ?      | ?       |

#### Slalom gigante
| Pos. | Atleta       | Nazione |
| ---- | ------------ | ------- |
| 1    | Nancy Greene | Canada  |
| 2    | ?            | ?       |
| 3    | ?            | ?       |

#### Slalom speciale
| Pos. | Atleta       | Nazione |
| ---- | ------------ | ------- |
| 1    | Nancy Greene | Canada  |
| 2    | ?            | ?       |
| 3    | ?            | ?       |

#### Combinata
| Pos. | Atleta       | Nazione |
| ---- | ------------ | ------- |
| 1    | Nancy Greene | Canada  |
| 2    | ?            | ?       |
| 3    | ?            | ?       |

Classifica stilata attraverso i piazzamenti ottenuti
in slalom gigante e slalom speciale